# Балабан Олег Валерійович
Оле́г Вале́рійович Балаба́н (01 червня 1966 року, село Бишів,Макарівського району Київської області)  — Заслужений лікар України, кандидат медичних наук, доцент кафедри судинної хірургії НМУ імені О.О.Богомольця.

## Біографія
У 1983 р. закінчив середню освітню школу № 236 м. Києва, а в 1991 р. — лікувальний факультет Київського медичного інституту iмені О. О. Богомольця.
3 1992 р. працював ординатором хірургічного вiддiлення Олександрівської клінічної лікарні м. Києва.
3 1995 по 1997 p. навчався в клінічній ординатурi на кафедрi хiрургiї № 2 Київської медичної академiї пiслядипломної освiти.
З 1998 р. О. В. Балабан працював на посаді асистента, а з 2008 р. — доцента кафедри хірургії з курсом невідкладної та судинної хірургії Національного медичного університету імені О. О. Богомольця.
У 2002 р. захистив кандидатську дисертацію на тему «Хірургічне лікування косметичних дефектів передньої черевної стінки у хворих з ожирінням ІІ—ІІІ ступеня».
3 1996 р. й дотепер Олег Валерійович працює на посаді лікаря-хірурга Олександрівської клінічної лікарні м. Києва. Основні напрями його роботи: пластика гриж передньої черевної стінки різного ступеня складності, проктологічні втручання (хірургічне лікування геморою, анальних тріщин, парапроктитів), хірургічне лікування варикозної хвороби нижніх кінцівок, реконструктивно-естетичні операції. Провідний спеціаліст з лапароскопічних та малоінвазивних втручань.
У 2015 р. отримав спеціалізацію з онкохірургії. Займається хірургічним лікуванням новоутворень шкіри, м’яких тканин, молочної залози, органів шлунково-кишкового тракту, органів малого тазу.

## Науковий доробок
Автор та співавтор 181 наукової праці, 19 деклараційних патентів на винаходів, співавтор навчального посібника «Практикум з хірургії – модуль 1, 4».
Наукові дослідження присвячені проблемам діагностики, лікування та профілактики гострого панкреатиту, виразкової хвороби шлунку та дванадцятипалої кишки, жовчнокам’яної хвороби, проблемам пластичної та реконструктивної хірургії.

## Нагороди та відзнаки
За плідну роботу О. В. Балабан неодноразово отримував почесні грамоти, подяки, цінні подарунки від Київського міського голови та Головного управління охорони здоров’я м. Києва. У 2013 р. нагороджений орденом Святого Володимира Київського Патріархату.
У 2016 р. Указом Президента України О. В. Балабану присвоєно звання Заслуженого лікаря України.
- Співробітники кафедри
- Гугл-академія
- Науковці України
- Відділення загальної хурургії

| Володимир Вернадський | Це незавершена стаття про українського науковця чи науковицю. Ви можете допомогти проєкту, виправивши або дописавши її. |